# Gareth Evans (regisseur)
Gareth Huw Evans (Hirwaun, 1980) is een Welsh filmregisseur, scenarist, editor en producent.

## Biografie
Gareth Evans werd in 1980 geboren in Hirwaun. Hij behaalde een diploma scenarioschrijven aan de universiteit van Glamorgan. 
In 2007 leerde hij mensen Welsh via het internet. Nadien verhuisde hij met zijn Indonesisch-Japanse echtgenote Maya naar Indonesië. Daar werkte hij mee aan een documentaire over pencak silat, waardoor hij de latere acteur Iko Uwais leerde kennen, die toen nog als leverancier voor een telefoonbedrijf werkte.

### Filmcarrière
In 2006 regisseerde Evans de low-budgetfilm Footsteps, waarna hij in Indonesië werd ingehuurd om een documentaire over pencak silat te regisseren. Zo leerde hij Iko Uwais kennen, die hij vervolgens castte in de actiefilm Merantau (2009).
Twee jaar later braken Evans en Uwais door met de actiefilm The Raid (2011), dat door Evans geschreven, geregisseerd en gemonteerd werd. De film groeide uit tot een cultfilm. In 2014 volgde de sequel The Raid 2.
Na het succes van The Raid mocht Evans ook in de Verenigde Staten aan de slag. In 2013 regisseerde hij de horrorsequel V/H/S/2.

## Filmografie
| Jaar | Titel      | Regisseur | Scenarist | Editor | Producent |
| ---- | ---------- | --------- | --------- | ------ | --------- |
| 2006 | Footsteps  |           |           |        |           |
| 2009 | Merantau   |           |           |        |           |
| 2011 | The Raid   |           |           |        |           |
| 2013 | V/H/S/2    |           |           |        |           |
| 2014 | Killers    |           |           |        |           |
| 2014 | The Raid 2 |           |           |        |           |